# Canottaggio ai Giochi della XXI Olimpiade
Le prove di canottaggio ai Giochi di Montréal si sono svolte tra 18 e il 25 luglio 1976 al bacino artificiale dell'Île Notre-Dame. Il programma prevedeva 14 eventi dei quali otto maschili e, per la prima volta nella storia della disciplina, sei femminili, per un totale di 593 atleti provenienti da 31 nazioni.

## Podi

### Uomini
| Evento                       | Oro | Perform. | Argento | Perform. | Bronzo | Perform. |
| Singolo (dettagli)           | Finlandia Pertti Karppinen |          | Germania Ovest Peter-Michael Kolbe |          | Germania Est Joachim Dreifke |          |
| Due di coppia (dettagli)     | Norvegia Frank Hansen Alf Hansen |          | Regno Unito Chris Baillieu Michael Hart |          | Germania Est Hans Ulrich Schmied Jurgen Bertov                                                                                   |          |
| Quattro di coppia (dettagli) | Germania Est Wolfgang Güldenpfennig Rüdiger Reiche Karl Heinz Bussert Michael Wolfgamm                                                                              |          | Unione Sovietica Eevgenij Duleev Jurij Jakimov Aivars Lazdenieks Vitautas Butkus                                                               |          | Cecoslovacchia Jaroslav Helebrand Zdeněk Pecka Václav Vochoska Vladek Lacina                                                     |          |
| Due senza (dettagli)         | Germania Est Jörg Landvoigt Bernd Landvoigt |          | Stati Uniti Calvin Coffey Michael Staines |          | Germania Ovest Peter Vanroye Thomas Strauss                                                                                      |          |
| Due con (dettagli)           | Germania Est Harald Jährling Friedrich Ulrich Georg Spohr |          | Unione Sovietica Dmitrij Bechterev Jurij Šurkalov Jurij Lorencson                                                                              |          | Cecoslovacchia Oldřich Svojanovský Pavel Svojanovský Ludvík Vébr                                                                 |          |
| Quattro senza (dettagli)     | Germania Est Siegfried Brietzke Andreas Decker Stefan Semmler Wolfgang Mager                                                                                        |          | Norvegia Ole Nafstad Arne Bergodd Finn Tveter Rolf Andreassen                                                                                  |          | Unione Sovietica Raul Arnemann Nikolaj Kuznecov Valerij Dolinin Anušavan Gasan-Džalalov                                          |          |
| Quattro con (dettagli)       | Unione Sovietica Vladimir Ešinov Nikolaj Ivanov Michail Kuznecov Aleksandr Klepikov Aleksandr Lukjanov                                                              |          | Germania Est Andreas Schulz Rudiger Kunze Walter Dießner Ullrich Dießner Johannes Thomas                                                       |          | Germania Ovest Johann Faerber Ralph Kubail Siegfried Fricke Peter Niehusen Hartmut Wenzel                                        |          |
| Otto con (dettagli)          | Germania Est Bernd Baumgart Gottfried Döhn Werner Klatt Hans Joachim Luck Dieter Wendisch Roland Kostulski Ulrich Karnatz Karl Heins Prudohl Karl Heinz Danielovski |          | Regno Unito Richard Lester John Yallop Timothy Crooks Hugh Matheson David Maxwell James Clark Fred Smallbone Leonard Robertson Patrick Sweeney |          | Nuova Zelanda Ivan Sutherland Trevor Coker Peter Dignan Lindsay Wilson Athol Earl Dave Rodger Alex Mclean Tony Hurt Simon Dickie |          |

### Donne
| Evento                       | Oro | Perform. | Argento | Perform. | Bronzo | Perform. |
| Singolo (dettagli)           | Germania Est Christine Scheiblich |          | Stati Uniti Joan Lind |          | Unione Sovietica Elena Antonova |          |
| Due di coppia (dettagli)     | Bulgaria Svetla Otzetova Zdravka Jordanova |          | Germania Est Sabine Jahn Petra Boesler |          | Unione Sovietica Eleonora Kaminskaitė Genovaitė Ramoškienė                                                                                  |          |
| Quattro di coppia (dettagli) | Germania Est Anke Borchman Jutta Lau Viola Poley Roswietha Zobelt Liane Weigelt                                                                        |          | Unione Sovietica Anna Kondrašina Mira Brjunina Larisa Aleksandrova Galina Ermolaeva Nadezhda Chernysheva                                                     |          | Romania Ioana Tudoran Maria Misca Felicia Afrasiloaia Elisabe Lazar Elena Giurca                                                            |          |
| Due senza (dettagli)         | Germania Est Silka Kelbečeva Stojanka Grujčeva |          | Unione Sovietica Angelika Noack Sabine Dahne |          | Romania Edith Eckbauer Thea Einoeder |          |
| Quattro con (dettagli)       | Germania Est Karin Metze Bianka Shwede Gabriele Lohs Andrea Kurth Sabine Hess                                                                          |          | Bulgaria Ginka Gurova Liliana Vasseva Reni Jordanova Mariika Modeva Kapka Georgieva                                                                          |          | Unione Sovietica Nadežda Sevost'janova Ljudmila Krochina Galina Mišenina Anna Pasocha Lidija Krylova                                        |          |
| Otto con (dettagli)          | Germania Est Viola Goretzki Christiane Knetsch Ilona Richter Brigitte Ahrenholz Monika Kallies Henrietta Ebert Helma Lehmann Irina Muller Marina Wilke |          | Unione Sovietica Ljubov' Talalaeva Nadežda Roščina Klavdija Kozenkova Elena Zubko Ol'ha Kolkova Nelli Tarakanova Nadija Rozhon Ol'ha Huzenko Ol'ha Puhovs'ka |          | Stati Uniti Jacqueline Zoch Anita DeFrantz Carolyn Graves Marion Greig Anne Warner Peggy McCarthy Caroll Brown Gail Ricketson Lynn Silliman |          |

## Medagliere
| Posizione | Paese            | Oro | Argento | Bronzo | Totale |
| --------- | ---------------- | --- | ------- | ------ | ------ |
| 1         | Germania Est     | 9   | 3       | 2      | 14     |
| 2         | Bulgaria         | 2   | 1       | 0      | 3      |
| 3         | Unione Sovietica | 1   | 4       | 4      | 9      |
| 4         | Norvegia         | 1   | 1       | 0      | 2      |
| 5         | Finlandia        | 1   | 0       | 0      | 1      |
| 6         | Stati Uniti      | 0   | 2       | 1      | 3      |
| 7         | Regno Unito      | 0   | 2       | 0      | 2      |
| 8         | Germania Ovest   | 0   | 1       | 3      | 4      |
| 9         | Cecoslovacchia   | 0   | 0       | 2      | 2      |
| 10        | Nuova Zelanda    | 0   | 0       | 1      | 1      |
| 10        | Romania          | 0   | 0       | 1      | 1      |
| Totale    | Totale           | 14  | 14      | 14     | 42     |